# Sandsynlighed
Sandsynlighed optræder i to væsensforskellige betydninger, nemlig en logisk betydning og en matematisk-statistisk betydning. I begge tilfælde drejer det sig dog om at spå eller gætte om noget, hvor der er et bevidst element af usikkerhed.

## Sandsynlighed som logisk begreb
At en hændelse er sandsynlig vil i denne betydning sige, at den ikke bare er mulig, men vist nok også kommer til at ske, om end man ikke kan være fuldstændigt sikker. Som et typisk eksempel kan en meteorolog optimistisk sige sådan noget som, at solen sandsynligvis vil skinne det meste af dagen over hele landet på søndag. Hvis det alligevel kommer til at regne hele søndagen i Aalborg, kan meteorologen eller DMI ikke hænges op på at have sagt noget forkert.
Omvendt vil det, at en hændelse er usandsynlig sige, at ganske vist er den mulig, men man kan være temmelig sikker på, at den ikke vil ske. Som et typisk eksempel kan en sportskommentator realistisk sige sådan noget som, at det er usandsynligt at Danmark vil vinde over Brasilien ved VM-slutrunden i fodbold. 

## Sandsynlighed som matematisk-statistisk begreb
I denne betydning af begrebet opfattes sandsynligheden for, at en hændelse vil ske, eller som det også kaldes: "chancen" et helt konkret tal mellem 0 og 1, som regel udtrykt procentisk som et procenttal mellem 0% og 100% (med et vilkårligt antal decimaler). En hel gren af matematikken, nemlig sandsynlighedsregning, er helliget beregning af sådanne sandsynligheder. Som et simpelt eksempel er det muligt eksakt at beregne, at chancen for at slå to ens ved et terningekast med to terninger er lig med 1/6 eller 16,666...%, hvorimod chancen for at slå to forskellige ved et terningekast med to terninger er lig med 1 – 1/6 = 5/6 eller 100% – 16,666...% = 83,333...%.
| Matematik | Spire Denne artikel om matematik er en spire som bør udbygges. Du er velkommen til at hjælpe Wikipedia ved at udvide den. |

| filosofi | Spire Denne filosofiartikel er en spire som bør udbygges. Du er velkommen til at hjælpe Wikipedia ved at udvide den. |